# 鄧散木
鄧 散木（とう さんぼく、1898年10月 - 1963年10月8日）は、近代中国を代表する篆刻家・書家である。
名は鉄、字は鈍鉄、号は散木のほかに糞翁・一足・夔など。江蘇省松江府上海県の人。

## 略伝
篆刻は趙古泥に、書は蕭退闇に学び、ともに蘇州常熟県の人だったので「廬山弟子」（ぐざんでし）と号している。その上に封泥や陶文などを範として人に左右されることなく独自の篆刻芸術を構えた。書においても隷書は張遷碑を、行書は章草を基礎とし、晩年は王羲之や柳公権に師法した。
31歳の時、糞翁と号して売書・売印生活を始めると、奇怪な号とその書・印の精緻さにたちまち注目を集めた。糞を用いた理由を問われ、食料と深い関係があることと、『荀子』などに不浄のものを洗い清めるという意味があると述べている。ユニークな室名をもち、「厠簡楼」・「三長両短之斎」などがあるが、後者は篆刻と書と詩文を得意としたが、填詞と画は不得手だからという。また印文に風刺を込めた遊印を多く刻しているが、雅を好む文人からは敬遠された。
晩年は北京に住み、著述と書に専念した。

## 著書
- 『篆刻学』人民美術出版社、1979年（邦題：『篆刻の歴史と技法』高畑常信訳、木耳社）